# Aşağıgüllüce, Selendi
Aşağıgüllüce là một xã thuộc huyện Selendi, tỉnh Manisa, Thổ Nhĩ Kỳ. Dân số thời điểm năm 2011 là 234 người.